# Bé (Pitoa)
Pour les articles homonymes, voir Bé.
Bé est un village du Cameroun situé dans le département de Bénoué et la Région du Nord. Le village fait partie de l'arrondissement de Pitoa. Le village est équipé d'un centre de santé intégré. 